# Правдино
Правдино е село в Югоизточна България. То се намира в община Стралджа, област Ямбол.

## География
Селото е свързано с асфалтов път със село Първенец и с черни пътища със съседните села Зорница, Житосвят, Малина и Добриново.

## История
На хълма Голямото Кале е съществувала римска крепост, от която и до днес се намират основи, включително на еднокорабна църква.
В по-късни времена в района е минавал пътя за Цариград и в околните гори са се криели дружини на хайдути. Според местните легенди в района се е подвизавал Кара Кольо.
През 1860 г. в селото се заселват голяма маса черкези, които се изселват през освобождението 1878 г. по силата на Берлинския договор. Старото му име е Доурукли (на Турски върх), или Доврукли. Преименувано е на Правдино през 1934 г.

## Религии
По-голямата част от хората са православни християни, но има значително католическо присъствие. В селото има два храма
- Православен храм „Свети Архангел Михаил“
- Източнокатолическа храм „Свети Йосиф“

## Обществени институции
В селото има кметство и читалище. Кметът се назначава от общинската управа в гр. Стралджа. Особеното е в религиозен аспект, макар и малко по жители, селото разполага и с две църкви – православна и католическа

## Културни и природни забележителности
В селото има православна и католическа църква. На 3 км източно от селото има минерален извор с лечебни качества. Ниските възвишения на юг и изток от селото – двете Калета (името е свързано с останките от римската крепост) и Бобата и течащата покрай тях река предават на селото чудесен изглед
Между с. Правдино и с. Малина се намира пещерата Каракольова дупка, носеща името на подвизаващия се в този район хайдутин Кара Кольо.

## Редовни събития
Традиционно съборът на селото се празнува на 7 ноември. В последните години това става в последната неделя преди тази дата.

## Галерия
- Изглед към селото от „Голямото Кале“
- Православната църква и паметника на загиналите във войните
- Хълмът „Голямото Кале“
- Административната сграда в центъра на селото